# Bremer Hütte (Gschnitztal)
Die Bremer Hütte ist ein alpines Schutzhaus der Sektion Bremen des Deutschen Alpenvereins. Sie liegt in den Stubaier Alpen auf einer Höhe von 2413 m ü. A. im hintersten Gschnitztal. Sie konnte sich den ursprünglichen Charakter einer Alpenvereinshütte bewahren. Die Bremer Hütte liegt am Stubaier Höhenweg und wird daher häufig besucht.

## Geschichte

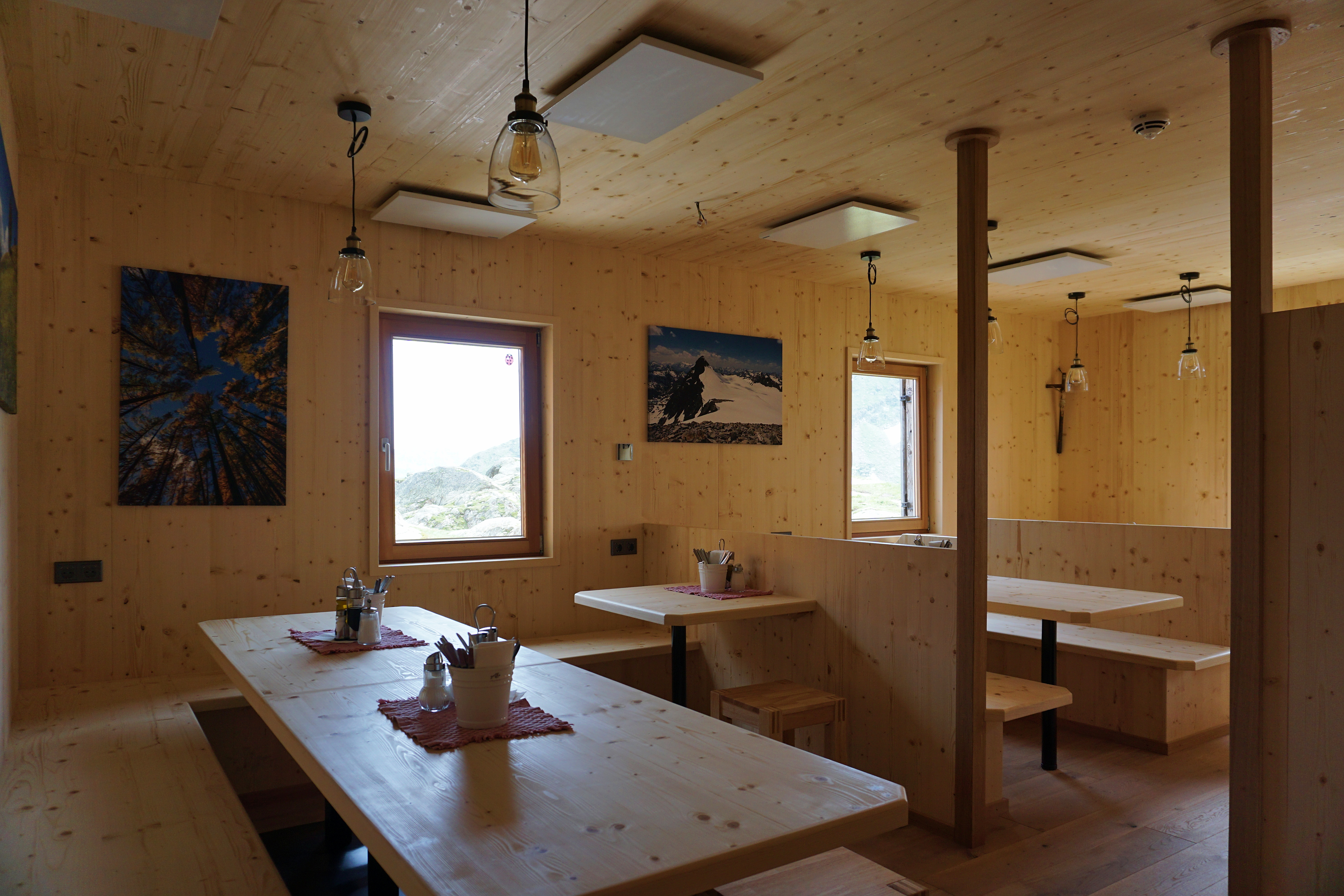
Gastraum der Bremer Hütte

Die Bremer Hütte wurde am 10. August 1897 feierlich von der Sektion Bremen des DuOeAV eröffnet.

## Aufstieg
Am schnellsten ist die Bremer Hütte aus dem Gschnitztal vom Parkplatz hinter dem Gasthof Feuerstein zu erreichen. Dieser Aufstieg dauert 3–4 Stunden, wobei 1130 Höhenmeter zu überwinden sind.

## Übergänge
- Nürnberger Hütte über das Simmingjöchl in 3–4 Stunden
- Innsbrucker Hütte in 6–8 Stunden
- österreichische Tribulaunhütte über den Jubiläumsweg in 6–7 Stunden
- italienische Tribulaunhütte in 6–7 Stunden
- Magdeburger Hütte über die Bremer Scharte (2890 m) in 4–5 Stunden.

## Gipfel

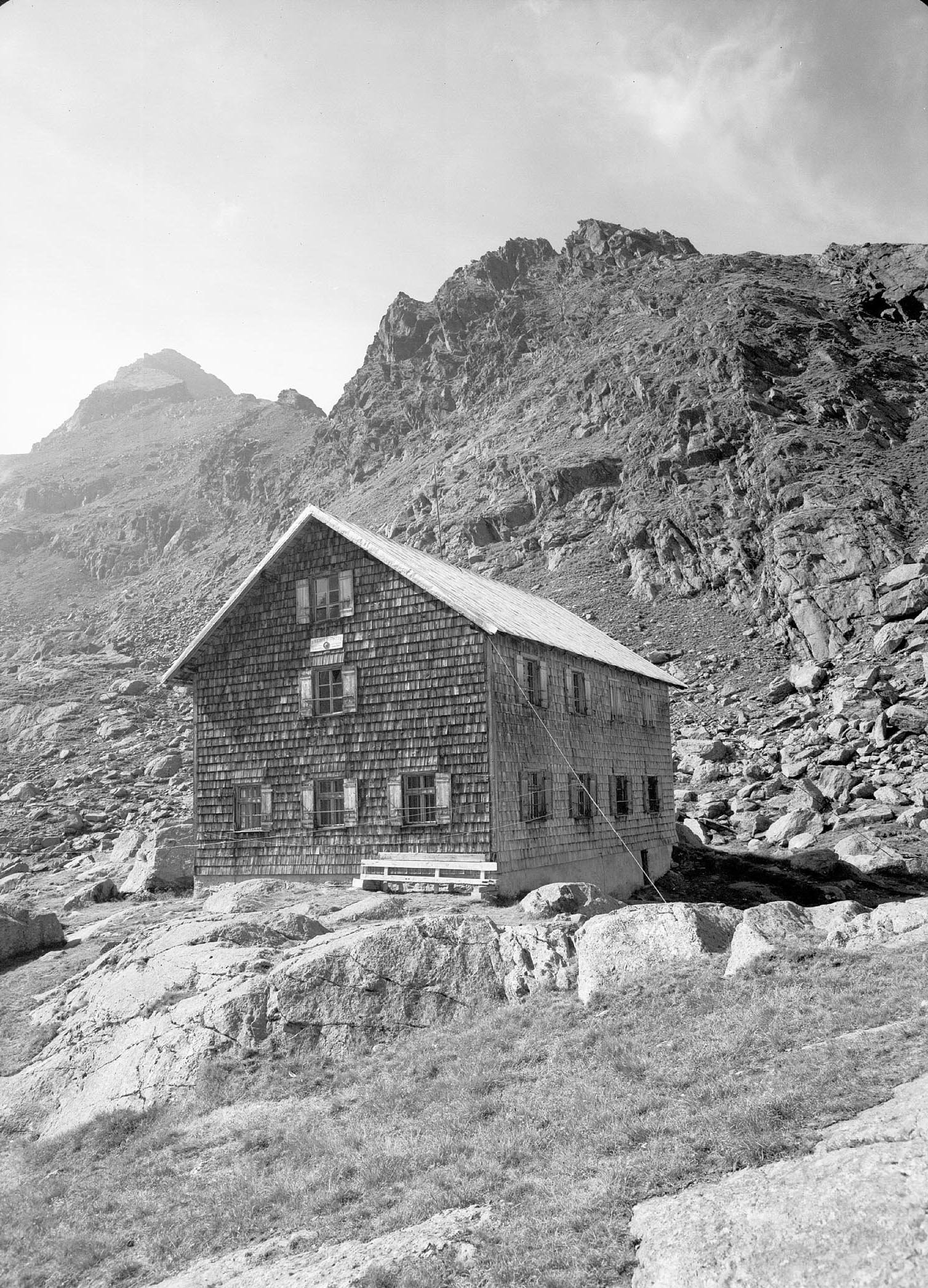
Bremer Hütte gegen Innere Wetterspitze (1962)
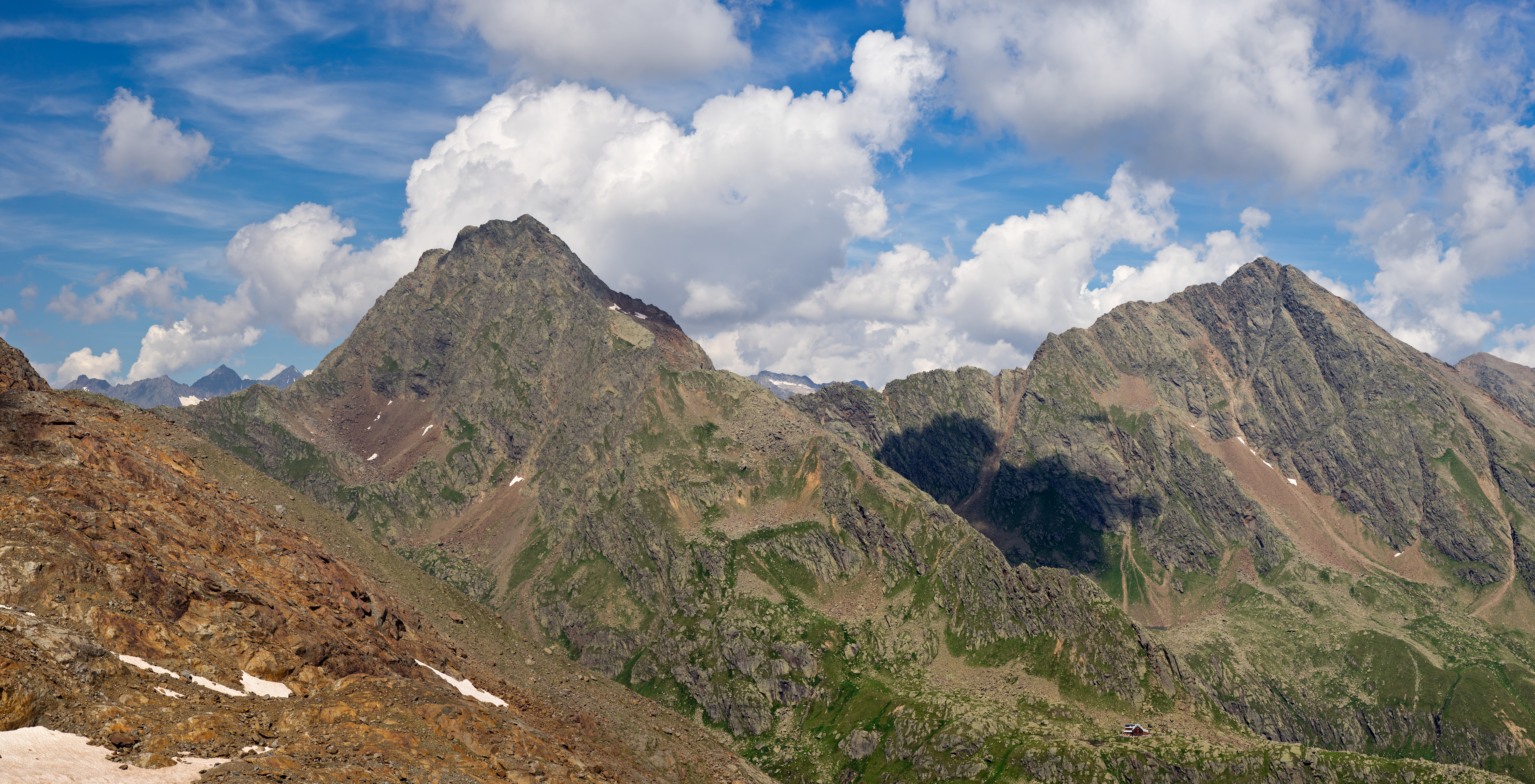
Lage der Bremer Hütte (unten rechts) vor der Inneren (links) und Äußeren Wetterspitze (rechts)

- Westl. und Östl. Feuerstein (3245 m ü. A. bzw. 3267 m ü. A.) in 4 Stunden
- Innere Wetterspitze (3053 m ü. A.) in 2,5 Stunden
- Äußere Wetterspitze (3070 m ü. A.) in 3,5 Stunden
- Aperer Feuerstein (2967 m ü. A.) in 3 Stunden

## Höhenwege
Die Bremer Hütte liegt an folgenden Höhenwegen:
- Stubaier Höhenweg 120 km, 8104 Hm, 9 Tage
- Gschnitztaler Rundtour 7 Tagesetappen – 6 Hütten – 6 Übernachtungen[2]

## Karten
- Alpenvereinskarte 31/1 Stubaier Alpen